# 蒙蒂尼勒加讷隆
蒙蒂尼勒加讷隆（法語：Montigny-le-Gannelon，法語發音：[mɔ̃tiɲi lə ɡanlɔ̃]）是法国厄尔-卢瓦省的一个旧市镇，位于该省南部，属于沙托丹区。2017年1月1日，蒙蒂尼勒加讷隆和相邻的另外8个市镇合并为新市镇克卢瓦三河镇（Cloyes-les-Trois-Rivières）。

## 地理
蒙蒂尼勒加讷隆（48°0'52"N, 1°14'4"E）面积8.95 平方千米，位于法国中央-卢瓦尔河谷大区厄尔-卢瓦省，该省份为法国北部内陆省份，北起顺时针与厄尔省、伊夫林省、埃松省、卢瓦雷省、卢瓦-谢尔省、萨尔特省和奧恩省接壤。
与蒙蒂尼勒加讷隆接壤的市镇（或旧市镇、城区）包括：耶尔河畔圣伊莱尔。
蒙蒂尼勒加讷隆的时区为UTC+01:00、UTC+02:00（夏令时）。

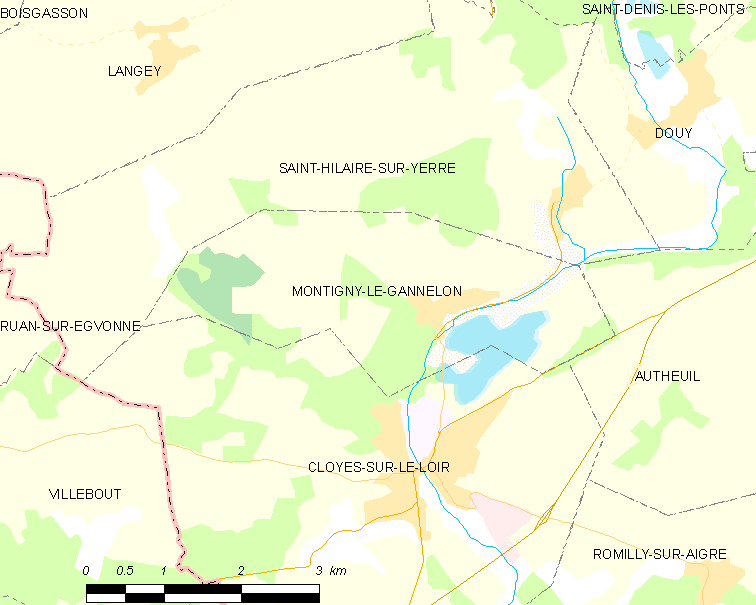
蒙蒂尼勒加讷隆的OSM定位图

## 行政
蒙蒂尼勒加讷隆的邮政编码为28220，INSEE市镇编码为28262。

## 政治
蒙蒂尼勒加讷隆所属的省级选区为布鲁县。

## 人口

1962-2008年间蒙蒂尼勒加讷隆人口变化图示

蒙蒂尼勒加讷隆于2018年1月1日时的人口数量为455人。